# Magnus Krog
Magnus Krog (Høydalsmo, 19 de marzo de 1987) es un deportista noruego que compite en esquí en la modalidad de combinada nórdica. 
Participó en los Juegos Olímpicos de Sochi 2014, obteniendo dos medallas, oro en la prueba por equipo (junto con Magnus Moan, Håvard Klemetsen y Jørgen Graabak) y bronce en el trampolín normal + 10 km individual.
Ganó tres medallas de plata en el Campeonato Mundial de Esquí Nórdico, en los años 2013 y 2017.

## Palmarés internacional
| Juegos Olímpicos   | Juegos Olímpicos       | Juegos Olímpicos  | Juegos Olímpicos           |
| Año                | Lugar                  | Medalla           | Prueba                     |
| ------------------ | ---------------------- | ----------------- | -------------------------- |
| 2014               | Sochi (Rusia)          | Medalla de oro    | TG + 4 × 5 km por equipo   |
| 2014               | Sochi (Rusia)          | Medalla de bronce | TN + 10 km individual      |
| Campeonato Mundial |                        |                   |                            |
| Año                | Lugar                  | Medalla           | Prueba                     |
| 2013               | Val di Fiemme (Italia) | Medalla de plata  | TN + 4 × 5 km por equipo   |
| 2017               | Lahti (Finlandia)      | Medalla de plata  | TN + 4 × 5 km por equipo   |
| 2017               | Lahti (Finlandia)      | Medalla de plata  | TG + 2 × 7,5 km por equipo |